# La Passerelle (film, 1916)
Pour les articles homonymes, voir La Passerelle.
Pour plus de détails, voir Fiche technique et Distribution.
La Passerelle (titre original :For the Defense) est un film muet américain réalisé par Frank Reicher et sorti en 1916.

## Fiche technique
- Titre original : For the Defense
- Titre français : La Passerelle
- Réalisation : Frank Reicher
- Scénario : Hector Turnbull, Margaret Turnbull
- Genre : Film dramatique
- Durée : 50 minutes
- Date de sortie : 
  - États-Unis : 12 mars 1916

## Distribution
- Fannie Ward : Fidele Roget
- Jack Dean : Jim Webster
- Paul Byron : Richard Madison
- Horace B. Carpenter : Henri
- Camille Astor : Ninette
- James Neill : Mr Webster
- Gertrude Kellar : Mrs Webster